# كيفكين (جزيرة)
جزيرة كيفكين (بالتركية: Kefken Adası)‏، جزيرة تقع قبالة ساحل البحر الأسود في تركيا، على بعد رحلة قصيرة بالقارب من قرية سيبسي في البر الرئيسي في منطقة كانديرا في مقاطعة قوجه إيلي.
تبلغ مساحتها 21 هكتارًا، وتبلغ مساحتها حوالي أربعة أضعاف مساحتها.

## الميزات الحالية
تمتد حواجز الأمواج الطويلة من الجزيرة لتشكل ملاذًا آمنًا للسفن. يعود تاريخ المنارة إلى الأول من يناير عام 1879 ويبلغ مداها 14 ميلًا بحريًا، وهناك منارة أصغر على كل من حواجز الأمواج.  
يمكن رؤية جدران حصن جنوة الذي يعود للحقبة الهلنستية وبعض الآبار وخزانات مياه الأمطار.  

## روابط خارجية
- معلومات باللغة الإنجليزية عن كيربي